# Frédéric Guesdon
Frédéric Guesdon (Saint-Méen-le-Grand, 14 oktober 1971) is een Frans voormalig wielrenner. Hij won Parijs-Roubaix in 1997 en Parijs-Tours in 2006. Zijn specialiteit was het rijden van het klassieke voorjaar.

## Carrière
Guesdon werd in 1995 prof bij Le Groupement, een grote nieuwe Franse ploeg die nog datzelfde jaar wegens financiële problemen werd opgeheven. In 1996 reed hij voor het Italiaanse Team Polti. Vanaf 1997 reed hij voor La Française des Jeux, waar hij tot het einde van zijn carrière bleef. Eind jaren 90 had de Franse ploeg een redelijk sterk blok voor het voorjaar met naast Guesdon zijn landgenoot Christophe Mengin, de Brit Max Sciandri en de Deen Lars Michaelsen. Hij reed medio jaren 2000 ook in dienst van een piepjonge Philippe Gilbert tot deze in 2009 naar Omega Pharma–Lotto vertrok.
De Bretoen heeft relatief weinig overwinningen op zijn palmares staan, maar won wel de klassiekers Parijs-Roubaix in 1997 (een spurt der 'stervende zwanen' tegen de Belgen Jo Planckaert en Johan Museeuw) en Parijs-Tours in 2006. Frédéric Guesdon stopte op 8 april 2012 als beroepswielrenner, op 41-jarige leeftijd na afloop van zijn zeventiende Parijs-Roubaix (dat jaar voor de vierde maal gewonnen door Tom Boonen) en kwam buiten de tijdslimiet aan.

## Belangrijkste overwinningen
1997
- Parijs-Roubaix
- Classic Haribo

2000
- 1e etappe Dauphiné Libéré

2002
- 5e etappe Dauphiné Libéré

2006
- Proloog Ronde van Gabon
- Parijs-Tours

2007
- Eindklassement Ronde van Gabon

2008
- Tro Bro Léon

## Resultaten in voornaamste wedstrijden
| Jaar | Ronde van Italië | Ronde van Frankrijk | Ronde van Spanje |
| ---- | ---------------- | ------------------- | ---------------- |
| 1995 |                  |                     |                  |
| 1996 |                  | 108e                |                  |
| 1997 |                  | 111e                |                  |
| 1998 |                  | 67e                 |                  |
| 1999 |                  | 106e                |                  |
| 2000 |                  | 116e                |                  |
| 2001 |                  | 124e                |                  |
| 2002 |                  | opgave              |                  |
| 2003 | buiten tijd      |                     |                  |
| 2004 |                  | 129e                |                  |
| 2005 |                  |                     | opgave           |
| 2006 |                  |                     |                  |
| 2007 |                  |                     |                  |
| 2008 |                  |                     |                  |
| 2009 |                  |                     |                  |
| 2010 |                  |                     |                  |
| 2011 |                  |                     |                  |
| 2012 |                  |                     |                  |

| Jaar | Milaan-San Remo | Gent-Wevelgem | Ronde van Vlaanderen | Parijs-Roubaix | Amstel Gold Race | Ronde van Lombardije | Parijs-Tours | E3 Harelbeke | Dwars door Vlaanderen |  | WK op de weg |  | Wereldranglijsten |
| ---- | --------------- | ------------- | -------------------- | -------------- | ---------------- | -------------------- | ------------ | ------------ | --------------------- |  | ------------ |  | ----------------- |
| 1995 |                 |               |                      | 86e            |                  |                      |              |              |                       |  |              |  |                   |
| 1996 |                 | 42e           | 49e                  | 14e            |                  |                      |              |              |                       |  |              |  |                   |
| 1997 | 135e            |               | 72e                  | ↑              |                  |                      | 22e          |              |                       |  | 40e          |  |                   |
| 1998 | 63e             | 16e           | 27e                  | opgave         | opgave           |                      | 82e          |              |                       |  |              |  |                   |
| 1999 |                 |               |                      |                |                  |                      | 24e          |              |                       |  |              |  |                   |
| 2000 | 61e             | 32e           | 30e                  | 17e            |                  |                      | 18e          | 12e          | 8e                    |  | 55e          |  |                   |
| 2001 |                 |               | 33e                  | 26e            |                  |                      |              |              | 16e                   |  |              |  |                   |
| 2002 |                 |               | 50e                  | opgave         |                  |                      | 89e          |              | 66e                   |  |              |  |                   |
| 2003 |                 |               | 6e                   | 12e            |                  |                      | 80e          | 5e           | 47e                   |  |              |  |                   |
| 2004 |                 |               | 69e                  | 18e            | opgave           |                      | 47e          |              |                       |  |              |  |                   |
| 2005 | 57e             | 24e           | 22e                  | 11e            |                  | opgave               | 64e          | 27e          |                       |  |              |  |                   |
| 2006 | 52e             | 35e           | 28e                  | 7e             |                  | opgave               | ↑            | 15e          |                       |  |              |  | 45e (UPT)         |
| 2007 |                 |               |                      |                |                  | 70e                  | 55e          |              |                       |  |              |  |                   |
| 2008 | 91e             | 81e           | 26e                  | 11e            |                  |                      | 26e          |              | 72e                   |  |              |  |                   |
| 2009 |                 |               | 29e                  | 13e            |                  | opgave               | 21e          |              | 25e                   |  |              |  | 185e (UWK)        |
| 2010 | 102e            |               | 18e                  | 19e            |                  |                      | 61e          | 48e          | 73e                   |  |              |  |                   |
| 2011 |                 | 127e          | 36e                  | 11e            |                  |                      | 41e          |              |                       |  |              |  |                   |
| 2012 |                 |               | 65e                  | buit.tijd      |                  |                      |              |              |                       |  |              |  |                   |